# E. J. Liddell
Eric "E. J." Liddell Jr. (Belleville, 18 de dezembro de 2000) é um jogador norte-americano de basquete profissional que atualmente joga no Chicago Bulls da National Basketball Association (NBA) e no Windy City Bulls da G-League.
Ele jogou basquete universitário por Ohio State e foi selecionado pelo New Orleans Pelicans como a 41º escolha geral no Draft da NBA de 2022.

## Primeiros anos
Liddell foi criado em Belleville, Illinois, e cursou o ensino médio na Belleville High School-West. Ele teve médias de 20,8 pontos e 8,2 rebotes em seu terceiro ano e ganhou o prêmio de Mr. Basketball de Illinois de 2018. Em seu último ano, ele teve médias de 20,2 pontos, 9,3 rebotes e 3,8 bloqueios e pelo segundo ano consecutivo ganhou o Mr. Basketball de Illinois.
Liddell foi um recruta de quatro estrelas consensual e classificado como o melhor jogador do estado de Illinois. Em 1º de outubro de 2018, Liddell se comprometeu a jogar basquete universitário por Ohio State.

## Carreira universitária

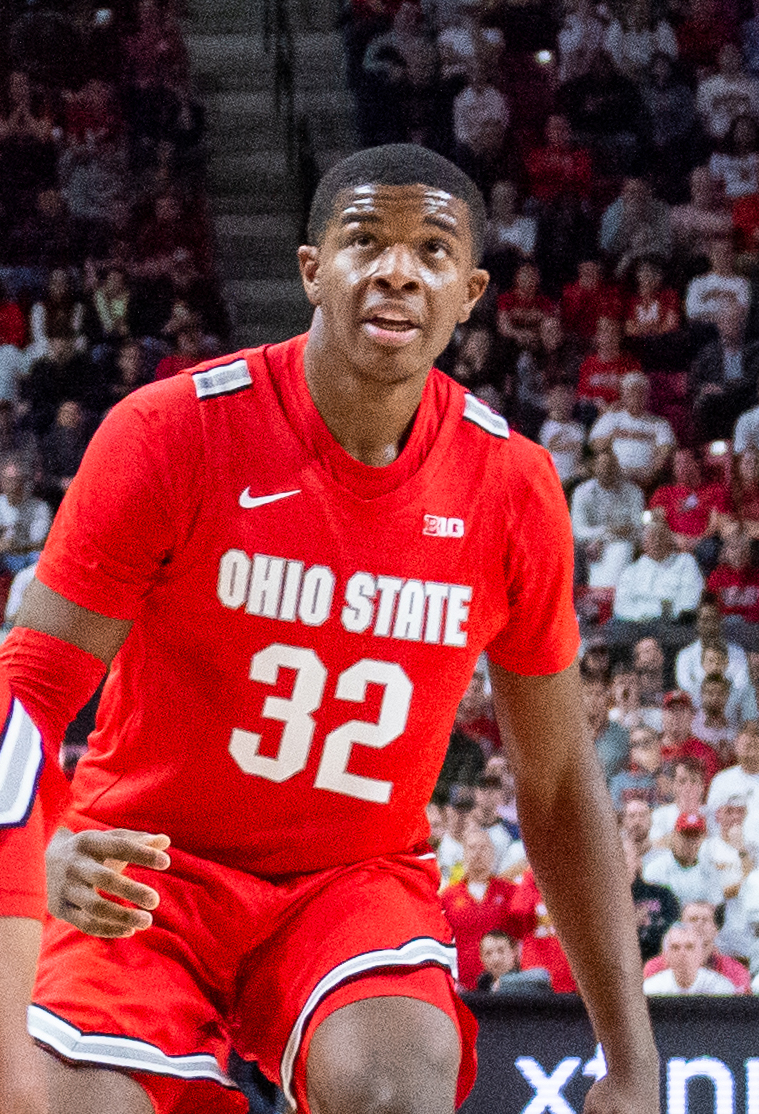
Liddell em Ohio State em 2020

Liddell saiu do banco durante seu primeiro ano e teve médias de 6,7 pontos e 3,8 rebotes. Ele jogou em todos os 31 jogos e ficou em segundo no time com 29 bloqueios. Ele teve um duplo-duplo em uma vitória contra Illinois.
Durante as primeiras partes de sua segunda temporada, ele contraiu mononucleose, o que o levou a ficar fora por vários jogos. Ele teve outro bom jogo contra Illinois durante seu segundo ano, marcando 26 pontos, o recorde da temporada, em uma vitória. Liddell teve médias de 16,2 pontos, 6,7 rebotes e 1,1 bloqueios durante sua segunda temporada. Após a derrota de Ohio State na Rodada de 64 do Torneio da NCAA para Oral Roberts, Liddell recebeu ameaças de fãs de basquete via mídia social. Depois que ele postou capturas de tela das ameaças no Twitter, a universidade entrou em contato com as autoridades policiais.
Em 31 de março de 2021, Liddell se declarou para o draft da NBA de 2021, mantendo sua elegibilidade universitária. Mais tarde, ele se retirou do draft e anunciou que retornaria a Ohio State para sua terceira temporada. Em 9 de janeiro de 2022, Liddell marcou 34 pontos, o recorde de sua carreira, em uma vitória de 95-87 contra Northwestern. Ele foi nomeado para a Primeira-Equipe da Big Ten. Em sua terceira temporada, ele teve médias de 19,4 pontos, 7,9 rebotes, 2,5 assistências e 2,6 bloqueios. Em 25 de março de 2022, Liddell se declarou para o draft da NBA de 2022, abrindo mão de sua elegibilidade universitária restante.

## Carreira profissional

### New Orleans Pelicans / Birmingham Squadron (2022–2024)
Liddell foi selecionado pelo New Orleans Pelicans na segunda rodada do draft da NBA de 2022. Durante um jogo da Summer League contra o Atlanta Hawks em 11 de julho de 2022, Liddell sofreu uma ruptura do ligamento cruzado anterior. Em 16 de outubro, ele assinou um contrato duas vias com os Pelicans e seu afiliado da G-League, Birmingham Squadron.
Em 6 de julho de 2023, Liddell assinou um contrato de 3 anos e US$6.2 milhões com os Pelicans.
Em 6 de julho de 2024, Liddell, junto com Dyson Daniels, Larry Nance Jr., Cody Zeller, uma escolha de primeira rodada de 2025 e uma escolha condicional de primeira rodada de 2027, foi negociado com o Atlanta Hawks em troca de Dejounte Murray. Em 29 de julho, ele foi negociado com o Phoenix Suns em troca de David Roddy. Em 27 de agosto, ele foi dispensado pelo Suns.

### Chicago / Windy City Bulls (2024–Presente)
Em 7 de setembro de 2024, Liddell assinou com o Chicago Bulls, com o Bulls posteriormente convertendo seu acordo em um contrato de duas vias em 19 de outubro.

## Estatísticas da carreira

### NBA

#### Temporada regular
| Ano     | Equipe      | PJ | PT | MPJ | AP   | 3P   | LL    | RT | AS | BR | TO | PPJ |
| ------- | ----------- | -- | -- | --- | ---- | ---- | ----- | -- | -- | -- | -- | --- |
| 2023–24 | New Orleans | 8  | 0  | 2.9 | .167 | .000 | 1.000 | .6 | .1 | .3 | .3 | .5  |

#### Playoffs
| Ano  | Equipe      | PJ | PT | MPJ | AP | 3P | LL | RT  | AS | BR | TO | PPJ |
| ---- | ----------- | -- | -- | --- | -- | -- | -- | --- | -- | -- | -- | --- |
| 2024 | New Orleans | 1  | 0  | 2.5 | —  | —  | —  | 1.0 | .0 | .0 | .0 | .0  |

### Universitário
| Ano      | Equipe     | PJ | PT | MPJ  | AP   | 3P   | LL   | RT  | AS  | BR | TO  | PPJ  |
| -------- | ---------- | -- | -- | ---- | ---- | ---- | ---- | --- | --- | -- | --- | ---- |
| 2019–20  | Ohio State | 31 | 0  | 16.6 | .464 | .192 | .718 | 3.8 | .5  | .4 | .9  | 6.7  |
| 2020–21  | Ohio State | 29 | 29 | 29.4 | .474 | .338 | .746 | 6.7 | 1.8 | .7 | 1.1 | 16.2 |
| 2021–22  | Ohio State | 32 | 32 | 33.2 | .490 | .374 | .765 | 7.9 | 2.5 | .6 | 2.6 | 19.4 |
| Carreira | Carreira   | 92 | 61 | 26.4 | .476 | .301 | .743 | 6.1 | 1.5 | .5 | 1.5 | 14.1 |